# هیا هیا (با هم بهتریم)
«هیا هیا (با هم بهتریم)» (به انگلیسی: Hayya Hayya (Better Together)) ترانه‌ای از خواننده آمریکایی ترینیداد کاردونا، داویدو خواننده نیجریه‌ای و خواننده قطری عایشه است. این ترانه اولین تک‌آهنگ از موسیقی متن رسمی جام جهانی فوتبال ۲۰۲۲ است. این آهنگ توسط ردوان تولید شد و در ۱ آوریل ۲۰۲۲ منتشر شد. این عنوان شامل کلمه عربی hayyā (هیا) است که یک حرف ندا به معنی «بیایید برویم!» می‌باشد.

## موزیک ویدئو
موزیک ویدئوی این ترانه در ۱ آوریل ۲۰۲۲ منتشر شد. در این موزیک ویدئو، ترینیداد کاردونا، داویدو، عایشه و ردوان حضور دارند.

## امتیاز و پرسنل
- ترینیداد کاردونا  – متن، آهنگسازی، آواز
- داویدو – آهنگسازی، آواز
- عایشه (عایشه عزیزانی) – آواز
- ردوان – متن، آهنگسازی، تولید، تنظیم، آواز پس زمینه

## تاریخچه انتشار
| منطقه         | تاریخ        | فرمت          | ناشر            |
| ------------- | ------------ | ------------- | --------------- |
| مناطق گوناگون | ۱ آوریل ۲۰۲۲ | دانلود موسیقی | یونیورسال موزیک |